# Estación Central de Leipzig
La Estación Central de Leipzig (en alemán: Leipzig Hauptbahnhof) es la estación de ferrocarril más importante de Leipzig, Alemania. Con 83 460 m², es la estación de trenes más grande del mundo por superficie. Tiene 23 andenes situados en seis bóvedas de acero, de los cuales 21 tienen vías operativas 2 dos dedicados a museo del ferrocarril y parking de coches, un vestíbulo de varias plantas con imponentes arcos de piedra, y una fachada de 298 metros de longitud. En diciembre de 2013 se inauguraron dos andenes subterráneos del Túnel ferroviario Leipzig.
La estación es gestionada por DB Station&Service, una filial de Deutsche Bahn AG, y está clasificada como una estación de Categoría 1, siendo una de las veinte de Alemania con esta categoría. También funciona como un gran centro comercial. Los servicios ferroviarios son gestionados por Deutsche Bahn, S-Bahn Mitteldeutschland, Erfurter Bahn y Mitteldeutsche Regiobahn. A fecha de 2008, la Estación Central de Leipzig tenía una media de 120 000 pasajeros al día.

## Historia

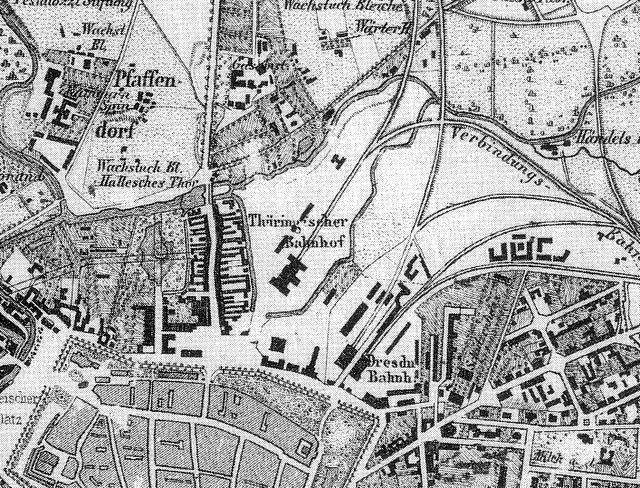
Las estaciones de Turingia y de Dresde en Leipzig, en un mapa de 1860.

Tras la inauguración de la línea Leipzig–Dresde en 1839, seguida por la Magdeburgo-Leipzig un año después, el ferrocarril Leipzig–Hof en 1842, y el ferrocarril Leipzig–Großkorbetha en 1856, Leipzig se había convertido en el nodo ferroviario más importante del Reino de Sajonia. Inicialmente los trenes salían de estaciones diferentes, como la Bayerischer Bahnhof, situada al sudeste del centro de Leipzig. Cuando la población de la ciudad aumentó bruscamente, especialmente tras la unificación alemana en 1871, esta separación espacial resultó ser complicada e ineficaz.
En 1895, las líneas de ferrocarril sajonas habían sido nacionalizadas bajo el paraguas de los Ferrocarriles Reales del Estado Sajón (Königlich Sächsische Staatseisenbahnen), mientras que las líneas de las antiguas compañías ferroviarias Magdeburgo–Halberstadt, Berlín-Anhalt y Halle-Sorau-Guben habían sido incorporadas en los ferrocarriles estatales de Prusia. Ya en 1875, los planes para la creación de una organización de ferrocarriles alemana unida, como propuso Albert von Maybach, habían fracasado debido a la oposición de los estados de Alemania Central, en especial del gobierno sajón. Por tanto, dos empresas estatales de ferrocarriles rivalizaban para satisfacer la demanda de un volumen de transporte en continuo crecimiento en la zona de Leipzig.

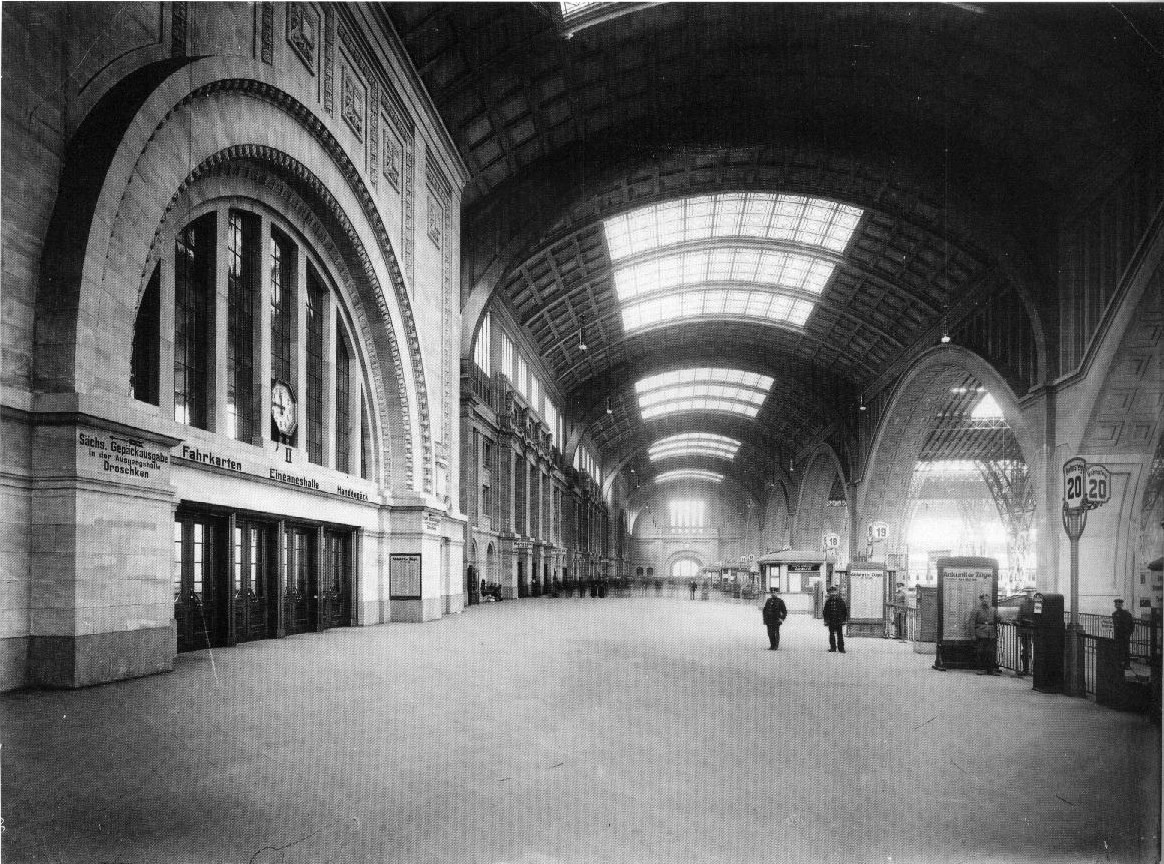
El vestíbulo en 1916.

Finalmente, en 1898, el Ayuntamiento de Leipzig decidió construir una terminal conjunta para los ferrocarriles reales de Sajonia y los del estado prusiano al norte del centro de la ciudad. El contrato entre ambas organizaciones para construir la estación se firmó en 1902 y en 1906 se celebró un concurso de arquitectura que tuvo 76 participantes. El diseño ganador, de los arquitectos William Lossow (1852–1914) y Max Hans Kühne (1874–1942), tenía dos vestíbulos abovedados idénticos hacia la calle, uno para cada compañía. La primera piedra se puso el 16 de noviembre de 1909 y los andenes se pusieron gradualmente en funcionamiento a partir de 1912. Cuando la construcción finalizó, el 4 de diciembre de 1915, la Estación Central de Leipzig se convirtió en una de las estaciones de ferrocarril más grandes del mundo con 26 andenes.
La administración separada de la parte sajona y la parte prusiana de la estación continuó incluso después de la Primera Guerra Mundial y el establecimiento de la organización nacional de ferrocarriles Deutsche Reichsbahn en 1920. No fue hasta 1934 cuando la estación en su conjunto fue asignada a la dirección de Reichsbahn en Halle. En 1939 se había convertido en una de las estaciones de trenes con más tráfico de Alemania. El edificio fue dañado gravemente por los bombardeos aliados durante la Segunda Guerra Mundial: durante un ataque aéreo de la Eighth Air Force estadounidense, el 7 de julio de 1944, el techo de la estación se derrumbó y el vestíbulo oeste fue destruido. Numerosos pasajeros y trabajadores de ferrocarril murieron y fueron enterrados en el refugio subterráneo contra ataques aéreos. El tráfico ferroviario fue interrumpido completamente en abril de 1945.

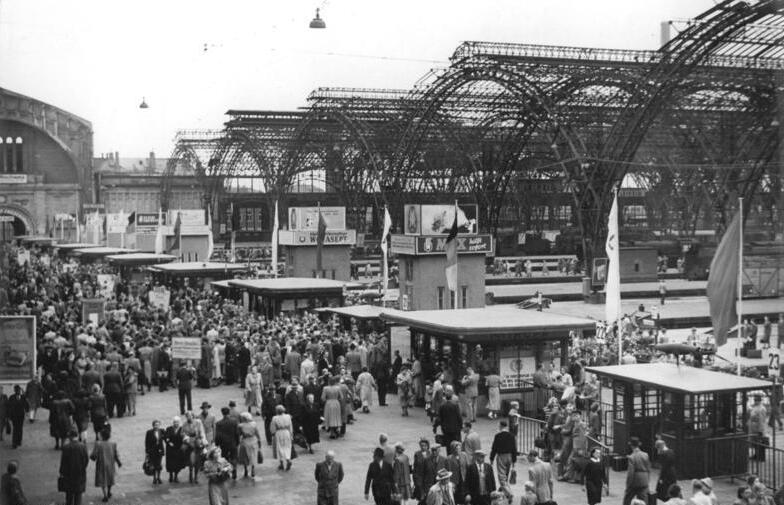
El interior de la estación en 1953.

Después de la guerra, el servicio ferroviario se retomó rápidamente. El vestíbulo este, apenas dañado, fue restaurado en 1949, y el vestíbulo oeste fue reconstruido con su apariencia original por la empresa ferroviaria Deutsche Reichsbahn de Alemania del Este a principios de los años cincuenta. La estación, sin embargo, permaneció sin techo, hasta que en 1954 el Consejo de Ministros de Alemania del Este decidió la reconstrucción completa de la estación, que finalizó el 4 de diciembre de 1965, cincuenta años después de su inauguración.
Tras la reunificación alemana la estación fue renovada y modernizada por Deutsche Bahn AG. Se excavaron dos sótanos para crear un centro comercial. También se restauraron y modernizaron otras zonas del edificio en esta época. La estación fue inaugurada con las modificaciones el 12 de noviembre de 1997.
El 14 de diciembre de 2013 se inauguró el Túnel ferroviario Leipzig, una línea ferroviaria subterránea que conecta el sur de Leipzig con la Estación Central pasando por la céntrica Estación de Markt. Actualmente se están realizando otras modificaciones de los andenes y las vías en el curso de la construcción del ferrocarril de alta velocidad Erfurt–Leipzig/Halle, parte del eje ferroviario Berlín–Palermo.

### Exposiciones históricas

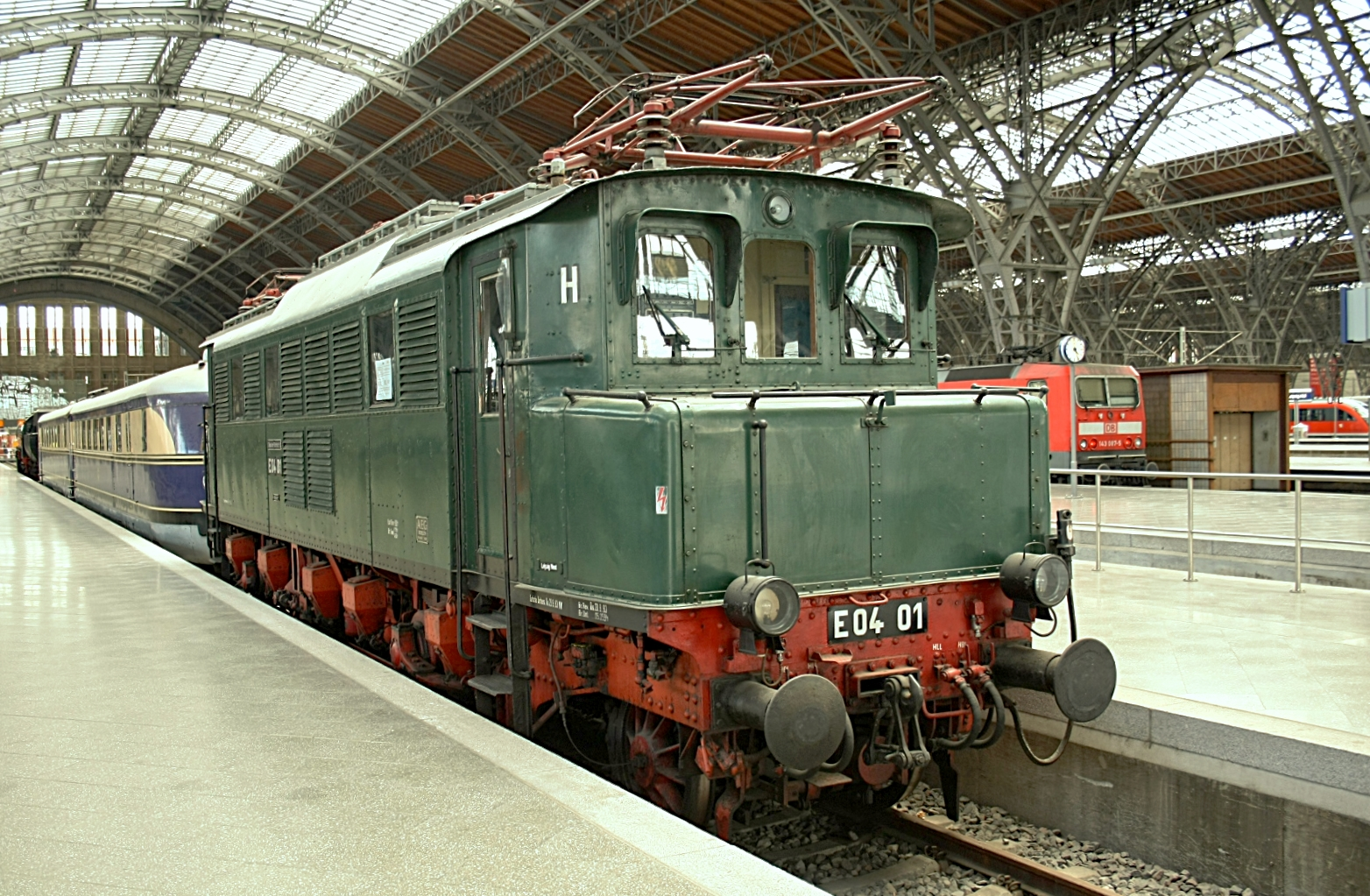
Una locomotora eléctrica en exposición.

En la cerrada pista 24, están expuestas varias locomotoras históricas de Deutsche Reichsbahn:
- Locomotora de vapor Clase 52 52 5448-7
- Unidad diésel múltiple Clase SVT 137 137 225
- Locomotora eléctrica AC Clase E04 E04 01
- Locomotora eléctrica AC Clase E44 E44 046
- Locomotora eléctrica AC Clase E94 E94 056

### En el cine
La Estación Central de Leipzig ha aparecido en varias películas, como
- Shining Through (1992)
- Obsession (1997)
- Mr. Nobody (2009).

## Galería de imágenes

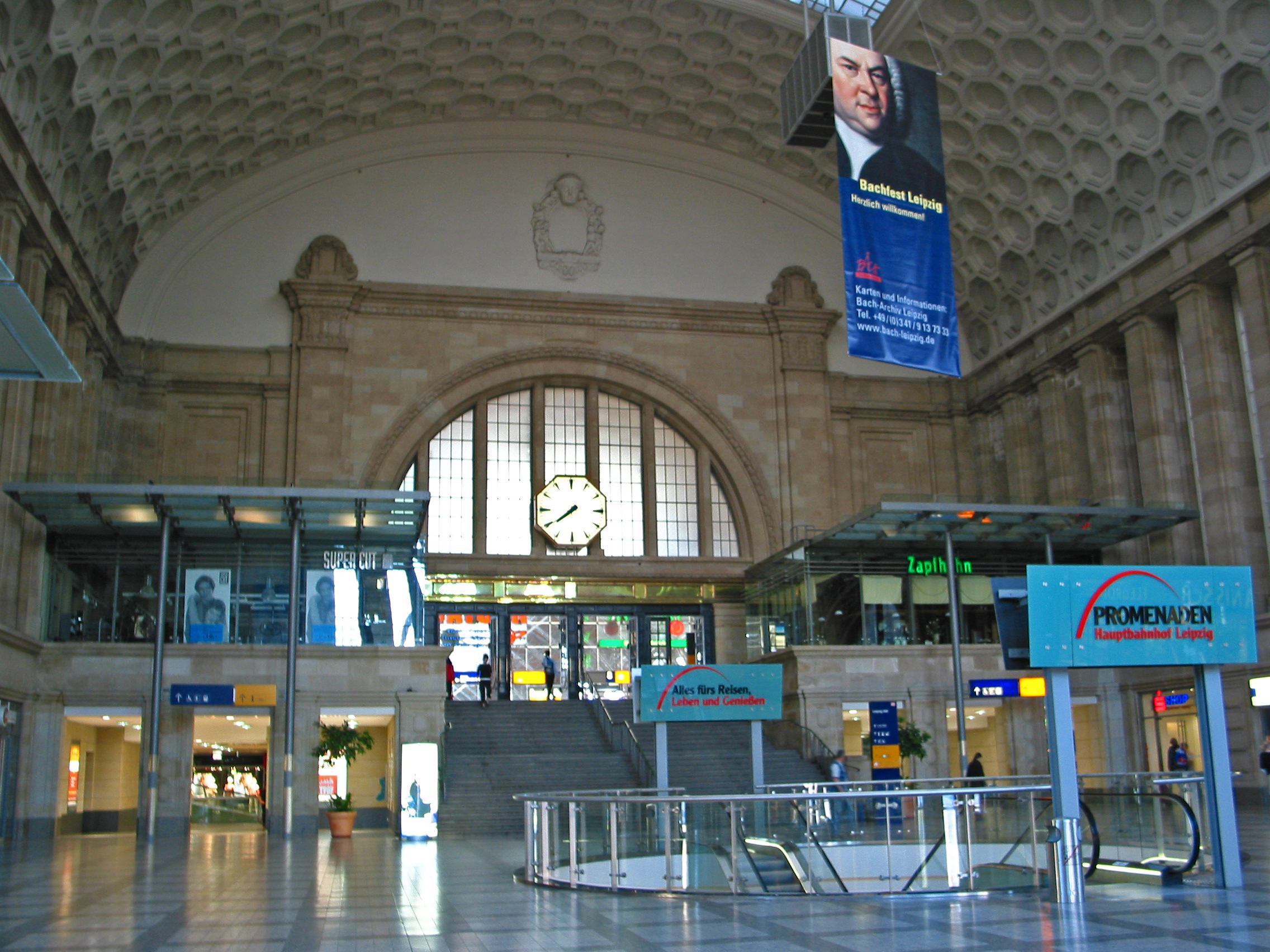
Uno de los dos vestíbulos idénticos.
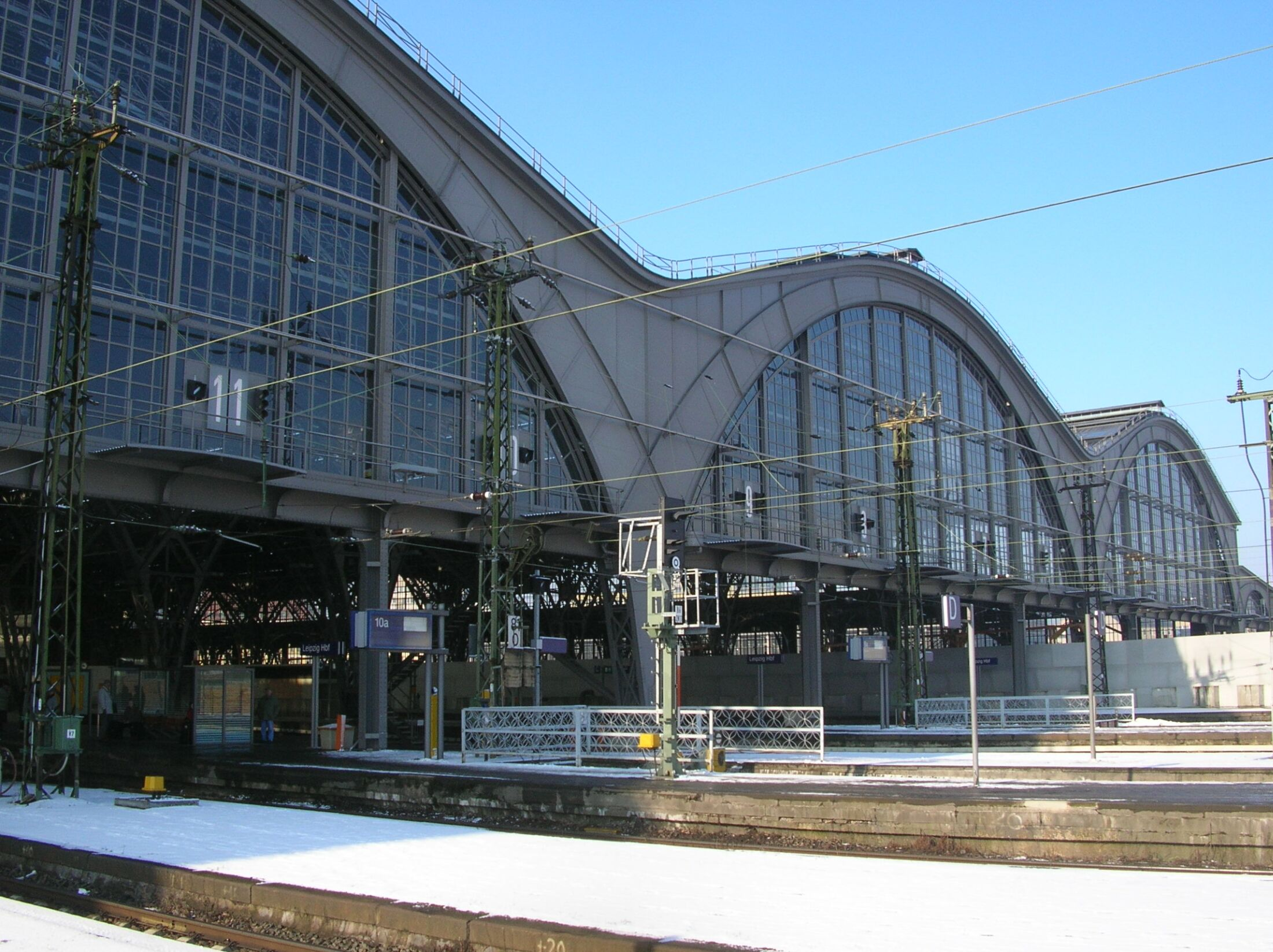
Detalle de las bóvedas de cristal.
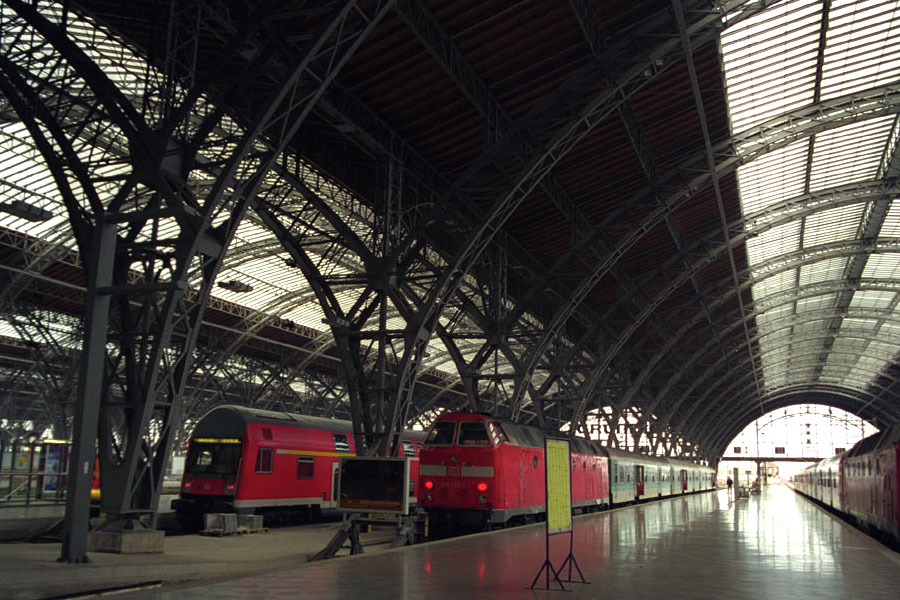
Interior de una bóveda.
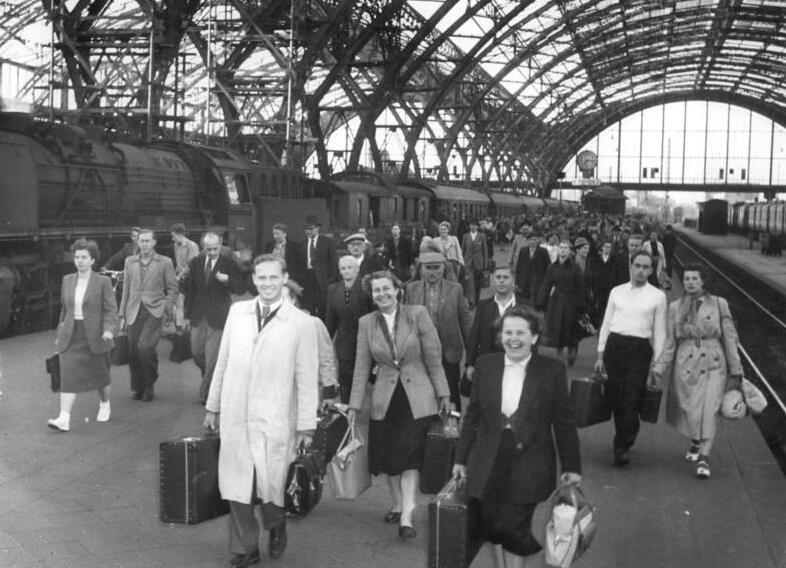
Interior de las bóvedas en 1954, antes de que se sustituyera el cristal destrozado en la guerra.
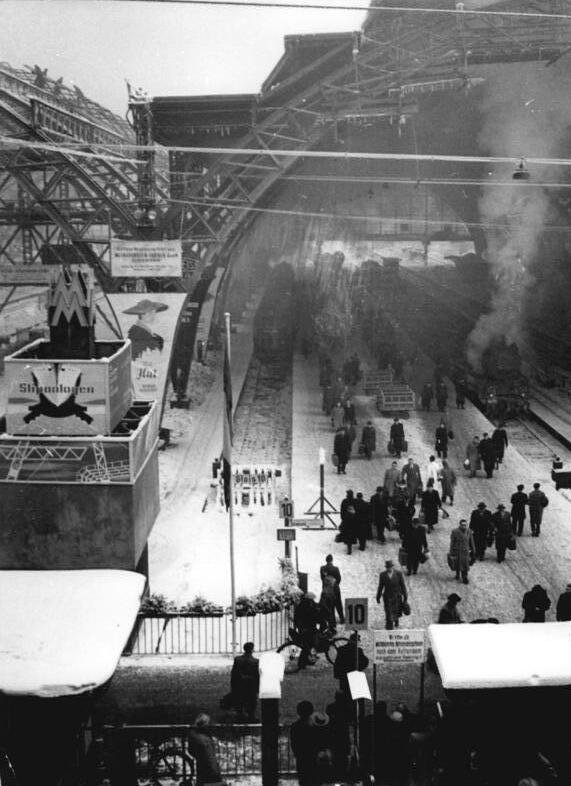
La estación en ruinas en 1956, todavía abierta a los elementos antes de la reconstrucción.
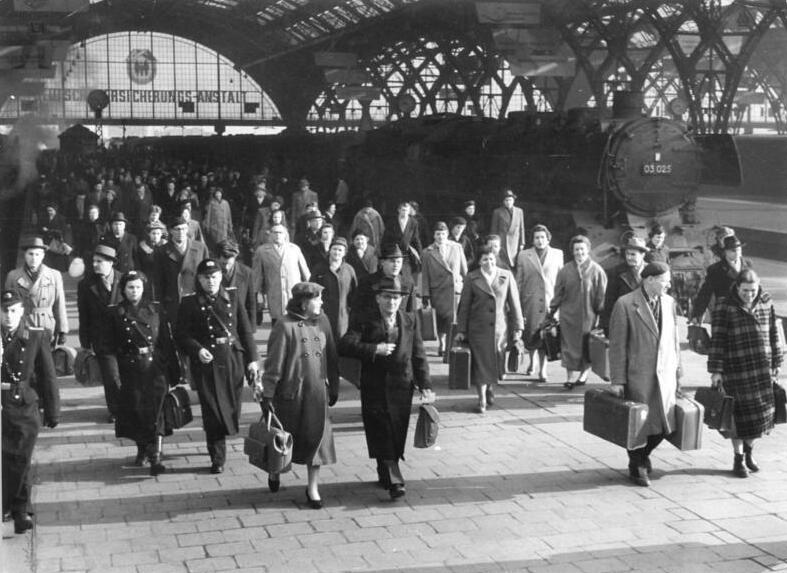
1957: restaurada parcialmente, pero todavía sin techo.
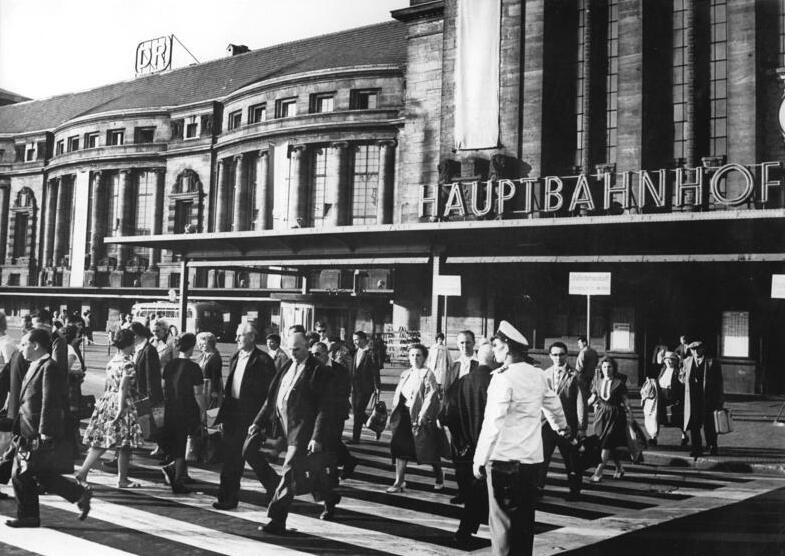
El exterior en 1962.
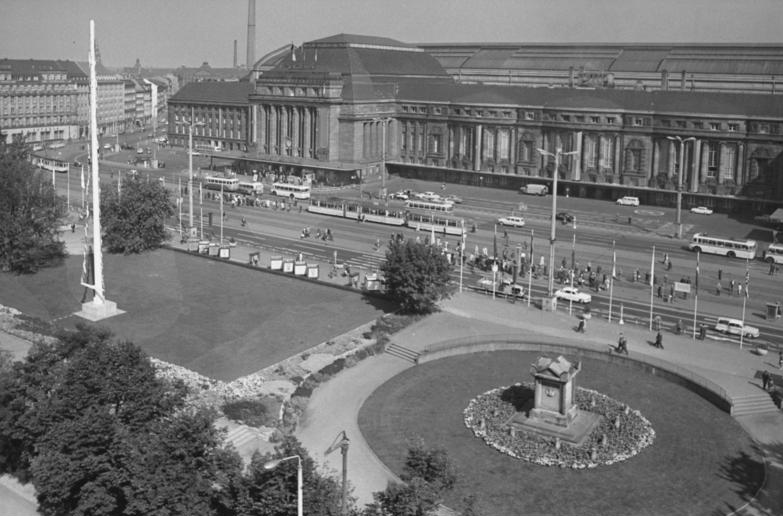
El exterior en 1965.
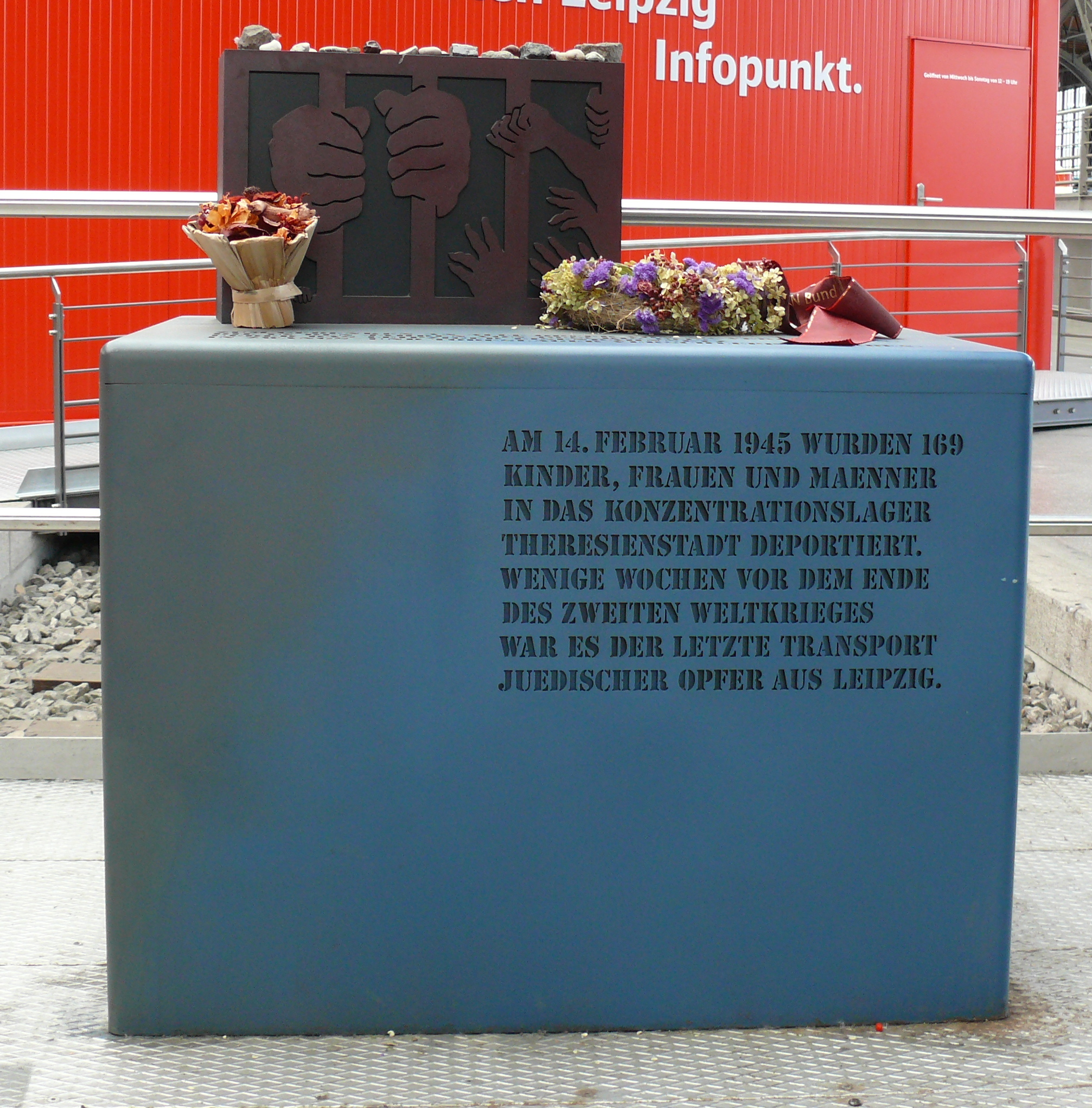
Memorial del Holocausto.
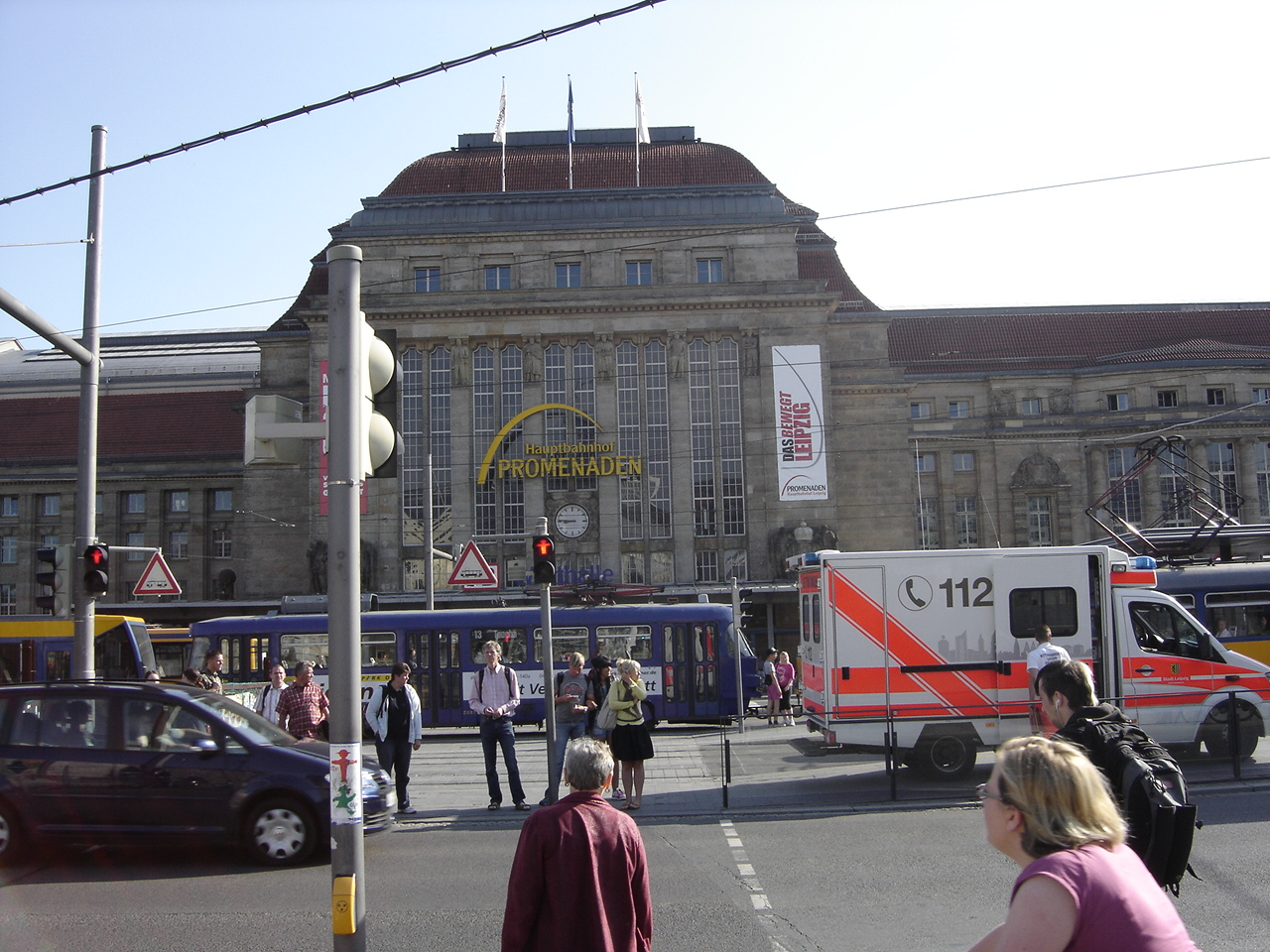
El exterior en 2010.
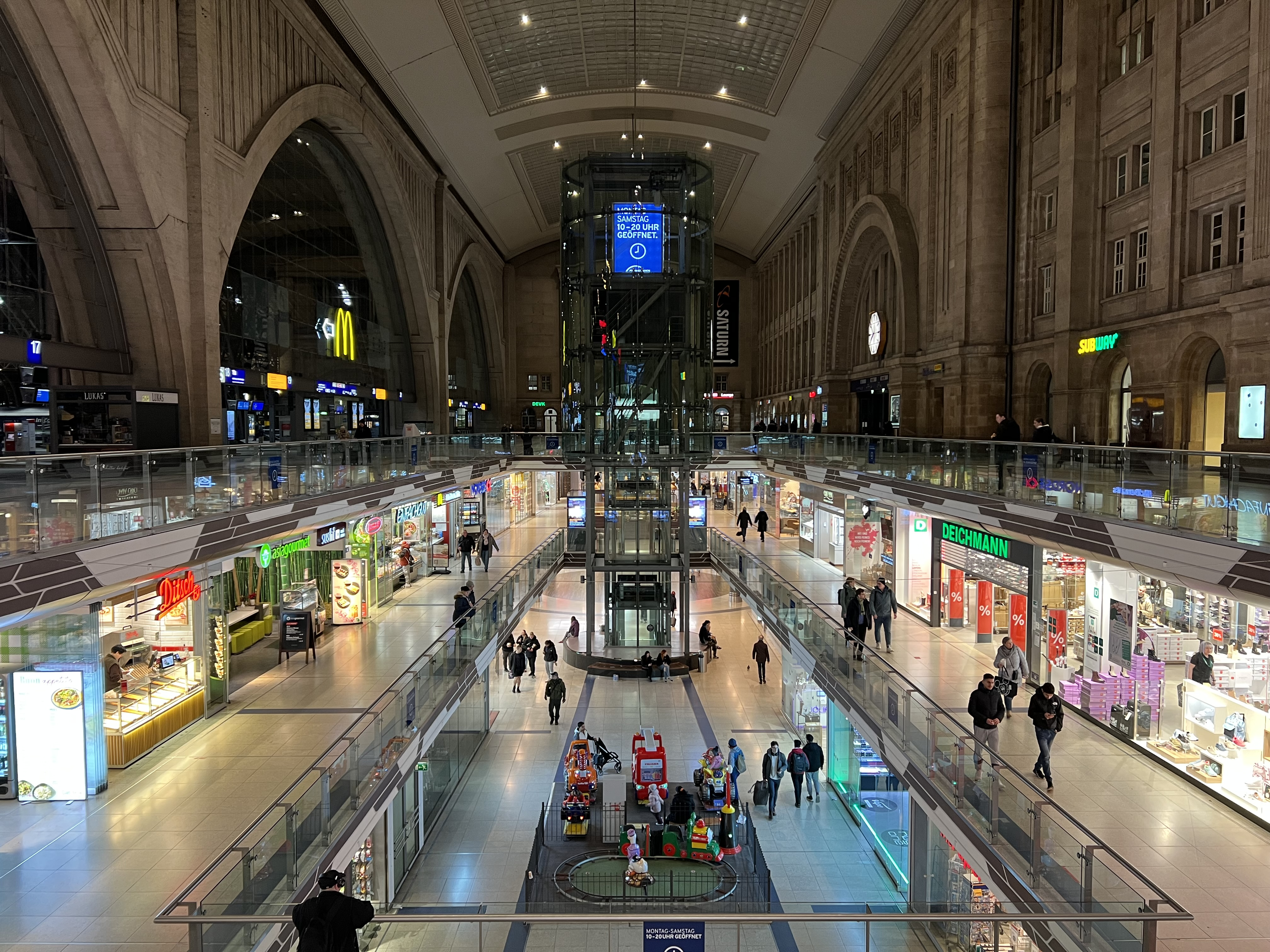
El interior de la estación tras las modificaciones.
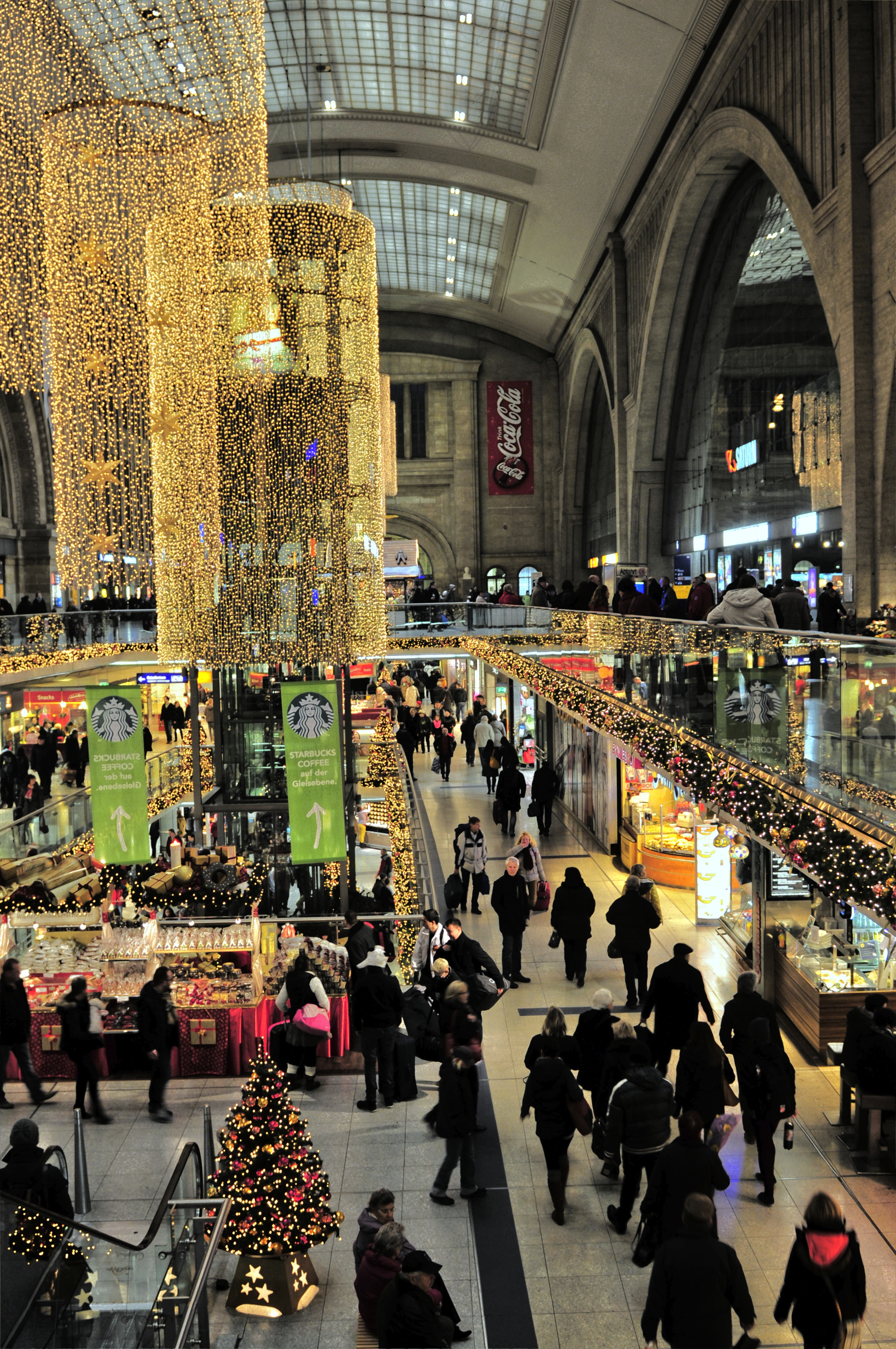
El interior durante Navidad.
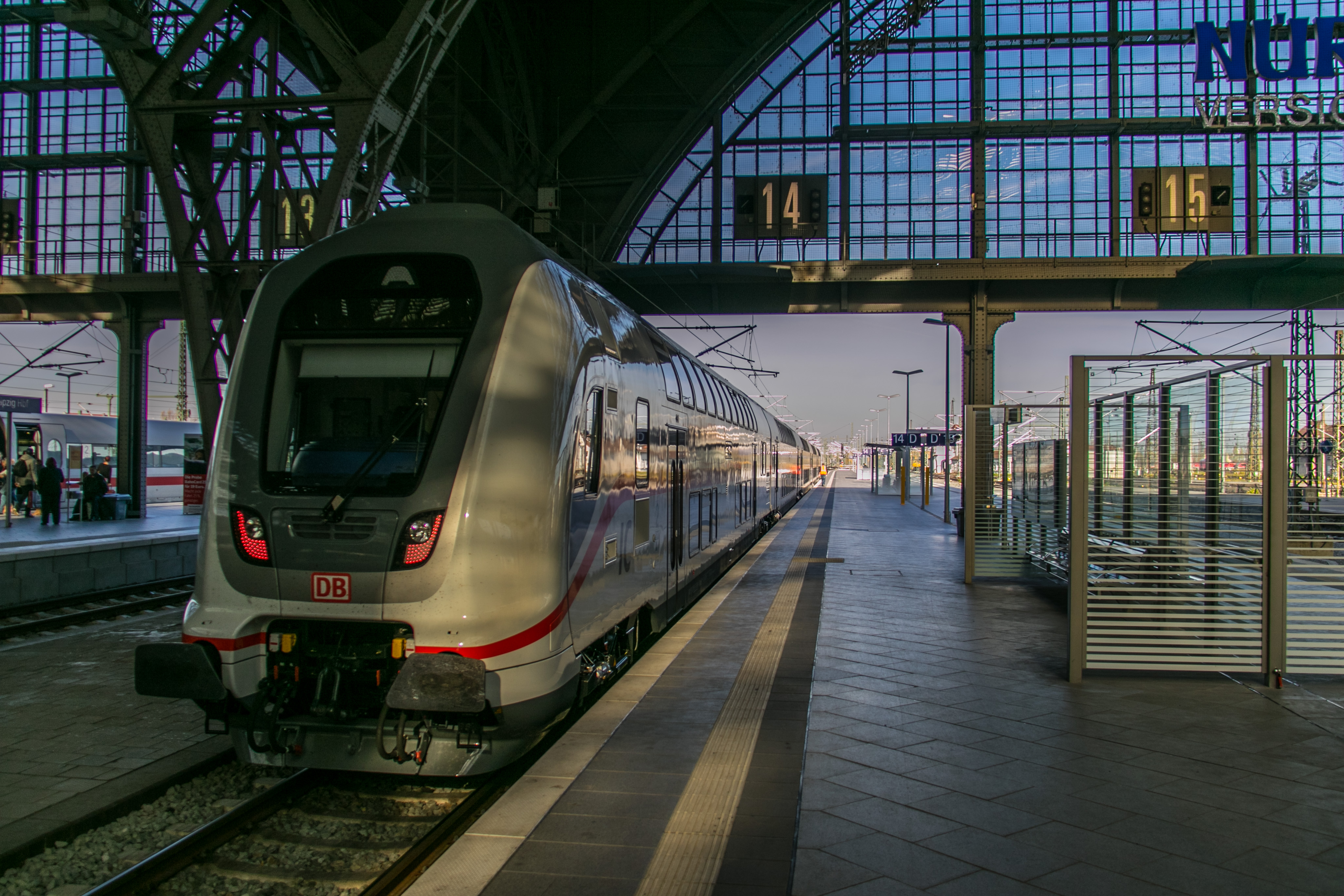
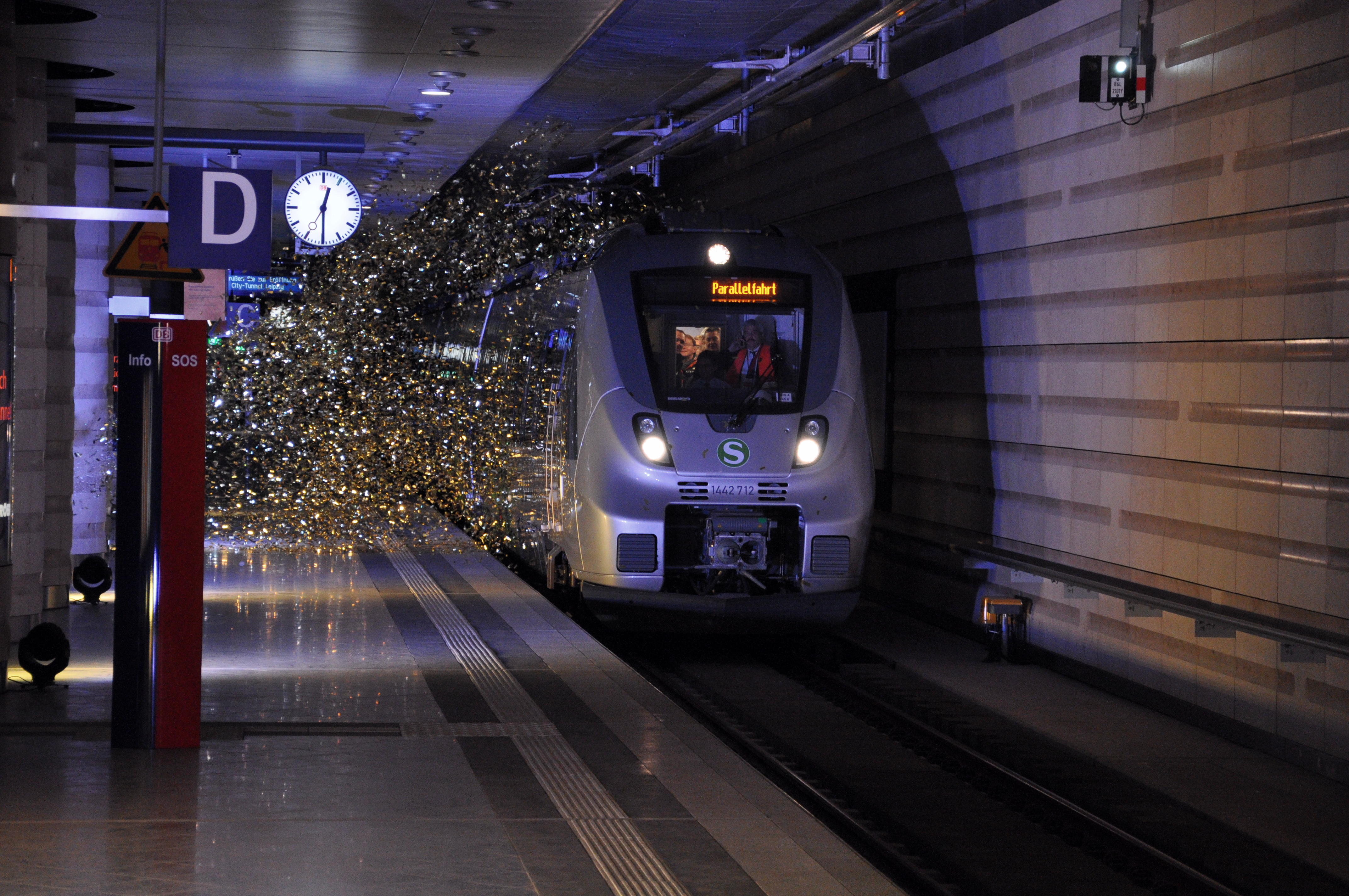
El primer tren en el Túnel de Leipzig el 14 de diciembre de 2013.